# Wilhelm Friedrich Leopold von Borcke
Wilhelm Friedrich Leopold von Borcke, auch von Borck, (* 21. Juli 1737 in Stargard in Pommern; † 28. Juni 1787 in Kankelfitz) war ein preußischer Landrat, der von 1770 bis zu seinem Tode dem Borckeschen Kreis in Hinterpommern vorstand.
Er stammte aus der uradligen pommerschen Familie Borcke. Sein Vater Andreas Matthias von Borcke (1688–1740) war preußischer Major sowie Erbherr auf Kankelfitz und Lessenthin. Seine Mutter Hedwig Juliane war eine geborene von der Mosel und verwitwete von Wedel. Sie starb im Jahre seiner Geburt, sein Vater drei Jahre später. 
Borcke besuchte ab 1750 die Schule in Kloster Berge. Ab 1754 studierte er an der Universität Frankfurt (Oder), ab 1755 an der Universität Halle. Bei Ausbruch des Siebenjährigen Krieges trat er 1756 in die preußische Armee ein, wo er im Dragoner-Regiment Bayreuth diente. Nach dem Friedensschluss nahm er 1764 seinen Abschied, um die Bewirtschaftung der von seinem Vater geerbten Güter zu übernehmen. Seine Vormünder hatten Kankelfitz und Lessenthin im Jahre 1744 „wiederkäuflich auf 18 Jahre“ an den Generalmajor Johann Ernst von Alemann verkauft; von dessen Erben löste Borcke die Güter im Jahre 1766 wieder ein.
Um 1770 wurde er als Nachfolger des verstorbenen Christoph Friedrich Berend von Borcke zum Landrat des Borckeschen Kreises gewählt. Der Borckesche Kreis war einer der sogenannten Familienkreise in Hinterpommern. Seinen Sitz hatte er auch als Landrat in Kankelfitz. Das Amt des Landrats übte er bis zu seinem Tode aus. Im Amt folgte ihm Carl Wilhelm von Borcke.  
Er heiratete 1764 Friederike Gottliebe Tugendreich von Winterfeld. Sein Sohn Ernst August Philipp von Borcke (1766–1850) wurde der übernächste Landrat des Borckeschen Kreises und nach der Kreisreform von 1818 der erste Landrat des neugebildeten Kreises Regenwalde. Die Tochter Friederike Wilhelmine Sophie (1770–1796) heiratete Friedrich Wilhelm von Wurmb (1744–1827) und wurde Mutter des Generalmajors Ludwig von Wurmb.